# Mount Rittmann
Mount Rittmann är ett berg i Antarktis. Det ligger i Östantarktis. Nya Zeeland gör anspråk på området. Toppen på Mount Rittmann är 2 603 meter över havet, eller 27 meter över den omgivande terrängen. Bredden vid basen är 0,77 km.
Terrängen runt Mount Rittmann är kuperad åt nordost, men åt sydväst är den bergig. Trakten är obefolkad. Det finns inga samhällen i närheten.